# Park Narodowy Cerro Saroche
Park Narodowy Cerro Saroche (hiszp. Parque nacional Cerro Saroche) – park narodowy w Wenezueli położony w stanie Lara. Został utworzony 7 grudnia 1989 roku i zajmuje obszar 322,94 km². Na północny wschód od niego znajduje się Park Narodowy Juan Crisóstomo Falcón.

## Opis
Park obejmuje półpustynny, pokryty wzgórzami teren, położony na północ od Andów, na wysokościach od 500 do 1280 m n.p.m. Znajduje się tu kilka cieków wodnych zanikających w porze suchej. Dominuje roślinność kserofilna. Flora i fauna parku nie została dokładnie zbadana.
Temperatury w parku wahają się od +22° C do +32° C, a średnie roczne opady wynoszą 300 mm.

## Flora
W parku rosną zagrożone wyginięciem (EN) Tabebuia serratifolia i gwajakowiec lekarski, a także m.in.: Calliandra minutifolia, jadłoszyn baziowaty, Talisia olivaeformis, Bulnesia arborea, Cercidium praecox, Jacquinia aciculata, Opuntia caracasana, Opuntia caribaea, Opuntia elatior, Cereus repandus, Stenocereus griseus, Pereskia guamacho, Pilosocereus lanuginosus i Myrmecophila humboldtii. Pospolite są gatunki z rodzaju Melocactus.

## Fauna
Ssaki występujące w parku to m.in.: królak florydzki, paka nizinna, mazama szara, mulak białoogonowy, majkong krabożerny, ocelot wielki, jaguarundi amerykański, skunksowiec pasiasty, pekariowiec obrożny i tamandua południowa.
Ptaki tu żyjące to zagrożony wyginięciem (EN) czyż czerwony, a także m.in.: kacyk plamoskrzydły, kacyk płomiennogłowy, gołąbeczek malutki, przedrzeźniacz siwy, amazonka modrobrewa, konura brązowogardła i czakalaka rdzaworzytna.
Gady występujące w parku to m.in.: legwan zielony, grzechotnik straszliwy, Micrurus isozonus i amejwa pospolita.